# Maktbolag
Maktbolag är ett investmentbolag, eller ett holdingbolag, vilket styr en företagssfär.
Ett maktbolag ger ett ökat inflytandet för en dominerande ägare/ägargrupp över andra bolag genom:
- att olika familjemedlemmars aktieportfölj konsolideras hos en enda ägare (maktbolaget)
- att affärspartners aktieportföljer samordnas i fasta former i maktbolaget
- att det kapital, som den dominerande ägaren själv kontrollerar, ökar genom minoritetsägarnas kapitaltillskott i maktbolaget (ask i ask-ägande)
- att förmögenhetsförvaltningen professionaliseras genom anställning av fast personal i maktbolaget
- att den kontrollerade aktievolymen kan öka genom att ett bolag ger bättre upplåningsmöjligheter

Större maktbolag är oftast börsnoterade investmentbolag, men kan också vara onoterade investmentbolag eller noterade eller onoterade holdingbolag. Börsnoteringen underlättar företagets möjligheter att öka sitt kapital genom minoritetsägare och genom upplåning. Aktier i så gott som alla börsnoterade investmentbolag handlas dock med en substansrabatt. Aktier i investmentbolag, vilka samtidigt agerar som maktbolag i en företagssfär, riskerar att handlas med högre substansrabatt än andra investmentbolag. Detta avspeglar kapitalmarknadens upplevda risk för att den dominerande ägaren utnyttjar bolaget som maktinstrument för syften som inte avspeglar syftet att nå bästa kapitalavkastning (för alla bolagets aktieägare).

## Svenska maktbolag i urval
| Maktbolag/ Företagssfär                           | Eget kapital 31 dec 2009 MSEK | Marknadsvärde av Börsnoterade aktier | Börs- Noterat | Grundat år | Dominerande ägare                                                            | Större aktieinnehav i urval Andel av kapital/andel av röster |
| Investor AB/ Wallenbergsfären                     | 142.673                       | 169.947                              | Ja            | 1916       | Wallenbergstiftelserna                                                       | ABB 7,3 %, - Atlas Copco 16,6, - % AstraZenica 3,6 %, - SEB 20,8, - Ericsson 5,6 % Mölnlycke 62 %, -¨ Husqvarna 15,6 %,- Lindorff Group 57 %, - Saab 19,8, -                                                     |
| AB Industrivärden/ Handelsbankssfären             | 56.327.                       | 71.500                               | 1944          | 1920-talet | Handelsbanksstiftelserna L E Lundbergföretagen AB SCAoch SCA-stiftelser      | Sandvik AB 11,7 %, 11,7 % Handelsbanken 10,5 %, 10,6 % Volvo 4,4 %, 10,7 % SCA 10,0 %, 29,5 % SSAB 17,3 %, 22,5 % Ericsson2,4 %, 13,8 % Skanska 7,6 %, 27,8 % Indutrade 36,8 %, 36,8 % Höganäs 10,1 %, 8,1 %     |
| Investment AB Kinnevik/ Stenbecksfären            | 41.637                        | 51.350                               | Ja            | 1936       | Sapere Aude Trust (Cristina Stenbeck med syskon)                             | Millicom 35 %, 35 % Tele2 31 %, 48 % Modern Times Group20 %, 48 % Black Earth Farming Ltd 21 %, 21 % Transcom Worldwide SA 22 %, 45 %                                                                            |
| L E Lundberg- företagen AB Lundbergsfären         | 42.950                        | 38.000                               | 1983          | 1944       | Fredrik Lundberg med familj och bolag                                        | Fastighets AB L E Lundberg 100 % Hufvudstaden 45,3 %, 88,1 % Holmen 28,0 %, 52,0 % Industrivärden 12,1 %, 16,7 % Cardo 41,3 %, 41,3 % Sandvik AB 2,0 %, 2,0 % Handelsbanken 1,8 %, 1,8 % Husqvarna 5,1 %, 15,3 % |
| Melker Schörling AB/ Schörlingsfären              | 15.925                        |                                      | 1999          | 2006       | Melker Schörling genom bolag                                                 | Hexagon 29,6 %/49,8 % Assa Abloy 5,6 %/11,7 % Securitas 4 %/ 11,6 % Aarhus Karlshamn 39,7 %, 39,7 |
| Investment AB Latour/ Douglas-sfären              | 9.956                         | 10.467                               | Ja            | 1984       | Gustaf Douglas med familj och bolag                                          | Assa Abloy 16,1 %, 7,0 % Securitas12.1#, 7,4# SWECO 23 %, 32,6& Munters 32,6&, 32,6 % Elanders 14,7 %, 22,6 % Nederman 26,5 %, 26,5 %                                                                            |
| SäkI AB/ Douglas och Palmstiernasfären            | 4.057                         | -                                    | 1997          | 1997       | Gustaf Douglas med familj och bolag Fredrik Palmstierna med familj och bolag | Nobia 10,5 %, 10,5 % Fagerhult 15 %, 15,1 % Assa Abloy1,9 %, 13,2 % Securitas 2,4 %, 16,6& Loomis 2,4 %, 16,6 % Niscayah 2,4 %, 16,6 %                                                                           |
| Investment AB Öresund/ Hagströmer & Qvibergsfären | 7.111                         | 6.749                                | Ja            | 1961       | Sven Hagströmer och bolag Mats Qviberg och familj                            | Avanza<21,9 %,21,9 % Bilia28,8 %, 28,8 % Fabege7,5 %, 7,5 % Haldex19,8 %, 10,8 % SkiStar7,3 %, 10,3 % |
| Svolder AB/ Lundströmsfären                       | 899                           | 993                                  | Ja            | 1993       | Rolf Lundström med familj och bolag, bland annat Provobis Invest AB          | Beijer Alma 6,9 %, 3,5 % HiQ 6,6 %, 6,6 % Nolato 5,2 %, 2,7 %, Beijer Electronics 1¤. 10,5 10,6 % |
| Traction AB/ Stillströmsfären                     | 1 350                         | 861                                  | 1974          | ca 1988    | Bengt Stillström med familj och bolag                                        | Softronic23 %, 21 % Hifab Group 41 %, 36 % PartnerTech 5 %, 10 % OEM International 14 %, 14 % Duroc 24 %, 27 %                                                                                                   |